# Eduardo Díaz Herrera
Eduardo Díaz Herrera (Providencia, Chile, 31 de mayo de 1943) es un político chileno. Fue uno de los fundadores del Frente Nacionalista Patria y Libertad y más tarde fundador del Partido del Sur, partido político regionalista existente entre 1987 y 1998. Fue alcalde de Toltén entre 1996 y 2000. Doctor summa cum laude de la Universidad de Salamanca en 2006.

## Familia
Hijo de Eduardo Díaz Carrasco y de María Victoria Herrera Botarro. Nació en la comuna de Providencia, en Santiago de Chile.
Contrajo matrimonio con Bárbara del Río Goudie, unión de la que nacieron la empresaria Francisca Díaz del Río, el exdiputado Eduardo Díaz del Río y el actor Pablo Díaz del Río. Tiempo después se casó en segundas nupcias con Olaya Tomic Errázuriz, hija del destacado dirigente demócratacristiano Radomiro Tomic, con quien tuvo los siguientes hijos: Jerónimo Díaz Tomic, publicista; Silvestre Díaz Tomic, abogado y Azul María del Sacramento Díaz Tomic, profesora.

## Carrera política
Se inició en actividades políticas primero en la Falange Nacional (1956), cuando estudiaba aún en el Colegio San Ignacio. En 1971 formó parte de la creación del Frente Nacionalista Patria y Libertad y fue su Jefe Nacional mientras duró el asilo de Pablo Rodríguez Grez. Durante la dictadura militar era destacado por su lealtad al pueblo mapuche y su ideal nacionalista. También se mostró crítico al modelo neoliberal.[cita requerida] En 1980 fundó en Pucón el Movimiento Nacionalista Popular, posterior Viento Sur. Fue ferviente partidario de la opción «Sí» durante el plebiscito nacional de Chile de 1988.
Con el retorno a la democracia, fundó el Partido del Sur (1987), por el cual se presentó como candidato al Senado por la Región de la Araucanía en 1989, 1993 y 2001 (esta última elección como militante de la UDI), sin lograr ser electo. Su hijo sin embargo, Eduardo Díaz del Río, fue elegido diputado en tres oportunidades (1998-2010).
En las elecciones municipales de 1996, Eduardo Díaz resultó elegido alcalde de Toltén, desempeñando dicho cargo hasta 2000.
Para la elección presidencial de 2013 fue proclamado como candidato  por la Alianza Independiente Regionalista (AIRE), movimiento en que ocupa el cargo de Coordinador Nacional; sin embargo, no logró reunir las firmas necesarias antes de la fecha de cierre de inscripciones para las candidaturas.
En 2016 lideró el proceso para revivir nuevamente el Partido del Sur, esta vez bajo el nombre de Partido VientoSur.
Fue invitado en Temuco a exponer en una reunión del Frente Amplio (coalición política conformada por partidos del ámbito izquierdista y progresista), dijo sentirse alejado de la dicotomía entre izquierda y derecha política, y más cómodo y cercano a la idea de un Frente Nacional . Gabriel Boric, por su parte, sentenció que si bien las asambleas del Frente Amplio eran abiertas, dicha coalición no es compatible con las ideologías de Patria y Libertad.
Para las elecciones parlamentarias de 2017 finalmente se postuló al Senado por la Región de La Araucanía en representación del partido Amplitud, obteniendo un 4.0% de los votos sin resultar electo.

## Historial electoral

### Elecciones parlamentarias de 1989
Senador por la 15ª Circunscripción Electoral (Región de La Araucanía)
| Candidato                 | Pacto                          | Partido | Votos   | %     | Resultado |
| ------------------------- | ------------------------------ | ------- | ------- | ----- | --------- |
| Jorge Lavandero Illanes   | Concertación por la Democracia | DC      | 107.328 | 43,29 | Senador   |
| Julio Subercaseaux Barros | Concertación por la Democracia | PPD     | 15.102  | 6,09  |           |
| Sergio Diez Urzúa         | Democracia y Progreso          | RN      | 53.868  | 21,72 | Senador   |
| Víctor Carmine Zúñiga     | Democracia y Progreso          | ILB     | 26.073  | 10,52 |           |
| Eduardo Díaz Herrera      | Partido del Sur                | SUR     | 45.584  | 18,38 |           |

### Elecciones parlamentarias de 1993
Senador por la 15ª Circunscripción Electoral (Región de La Araucanía)
| Candidato               | Pacto                                | Partido | Votos  | %     | Resultado |
| ----------------------- | ------------------------------------ | ------- | ------ | ----- | --------- |
| José Santos Millao      | Alternativa Democrática de Izquierda | PC      | 5.652  | 2,28  |           |
| Óscar Muñoz Salgado     | Alternativa Democrática de Izquierda | MAPU    | 3.030  | 1,22  |           |
| Eduardo Díaz Herrera    | Unión por el Progreso de Chile       | SUR     | 52.509 | 21,20 |           |
| Sergio Diez Urzúa       | Unión por el Progreso de Chile       | RN      | 58.118 | 23,46 | Senador   |
| Sergio Liempi Marín     | La Nueva Izquierda                   | ILC     | 3.740  | 1,51  |           |
| Víctor Carmine Zúñiga   | Concertación por la Democracia       | ILD     | 27.253 | 11,00 |           |
| Jorge Lavandero Illanes | Concertación por la Democracia       | DC      | 97.389 | 39,32 | Senador   |

### Elecciones municipales de 1996
Alcalde y concejales para la comuna de Toltén (Región de la Araucanía) (Se consideran sólo los candidatos que resultaron elegidos para el Concejo Municipal)
| Candidato                  | Pacto                          | Partido | Votos | %     | Resultado |
| -------------------------- | ------------------------------ | ------- | ----- | ----- | --------- |
| Eduardo Díaz Herrera       | El Sur Independiente           | PDS     | 1465  | 27,13 | Alcalde   |
| Rubén Mitre Pérez          | Concertación por la Democracia | PPD     | 897   | 16,61 | Concejal  |
| Juan Cisternas Esparza     | Concertación por la Democracia | DC      | 758   | 14,04 | Concejal  |
| Neftalí Saavedra Jaramillo | Concertación por la Democracia | DC      | 691   | 12,80 | Concejal  |
| Eva Beltrán Zapata         | Unión por Chile                | RN      | 538   | 9,96  | Concejal  |
| Antonio Medina Suazo       | El Sur Independiente           | PDS     | 105   | 1,94  | Concejal  |

### Elecciones parlamentarias de 2001
Senador por la 15ª Circunscripción Electoral (Región de La Araucanía)
| Candidato                | Pacto                          | Partido | Votos  | %     | Resultado |
| ------------------------ | ------------------------------ | ------- | ------ | ----- | --------- |
| Antonio Inostrozo Segura | Partido Comunista              | PC      | 5.553  | 2,42  |           |
| Eduardo Díaz Herrera     | Alianza por Chile              | UDI     | 53.996 | 23,56 |           |
| José García Ruminot      | Alianza por Chile              | RN      | 79.009 | 34,48 | Senador   |
| Jorge Lavandero Illanes  | Concertación por la Democracia | PDC     | 81.022 | 35,36 | Senador   |
| Guillermo Vásquez Úbeda  | Concertación por la Democracia | PRSD    | 9.557  | 4,17  |           |

### Elecciones parlamentarias de 2005
Diputado por el Distrito 49 (Curacautín, Galvarino, Lautaro, Lonquimay, Melipeuco, Perquenco, Victoria y Vilcún)
| Candidato                        | Pacto                         | Partido | Votos  | %     | Resultado |
| -------------------------------- | ----------------------------- | ------- | ------ | ----- | --------- |
| Julio Patricio Villablanca Leiva | Fuerza Regional Independiente | ANI     | 4.041  | 6,10  |           |
| Eduardo Díaz Herrera             | Fuerza Regional Independiente | ILA     | 3.609  | 5,45  |           |
| Jaime Quintana Leal              | Concertación Democrática      | PPD     | 26.953 | 40,68 | Diputado  |
| Víctor Garate Zúñiga             | Concertación Democrática      | PDC     | 7.794  | 11,76 |           |
| Mauricio Teillier Del Valle      | Juntos Podemos Más            | PCCh    | 1.081  | 1,63  |           |
| Mario Poo Carrasco               | Juntos Podemos Más            | ILC     | 1.268  | 1,91  |           |
| Cristian Barra Zambra            | Alianza                       | RN      | 10.551 | 15,93 |           |
| Enrique Estay Peñaloza           | Alianza                       | UDI     | 10.953 | 16,53 | Diputado  |

### Elecciones municipales de 2008
Alcalde para la comuna de Temuco (Región de la Araucanía)
| Candidato             | Pacto                    | Partido | Votos  | %     | Resultado |
| --------------------- | ------------------------ | ------- | ------ | ----- | --------- |
| Eduardo Díaz Herrera  | Por un Chile Limpio      | PRI     | 4121   | 4,74  |           |
| Carlos Carter Beltrán | Juntos Podemos Más       | PH      | 4333   | 4,98  |           |
| Miguel Becker Alvear  | Alianza                  | RN      | 42 855 | 49,26 | Alcalde   |
| Ricardo Celis Araya   | Concertación Progresista | PPD     | 35 695 | 41,03 |           |

### Elecciones parlamentarias de 2009
Diputados por el distrito 51 (Cholchol, Freire, Nueva Imperial, Pitrufquén, Saavedra y Teodoro Schmidt)
| Candidato                      | Pacto                                            | Partido | Votos  | %     | Resultado |
| ------------------------------ | ------------------------------------------------ | ------- | ------ | ----- | --------- |
| Joaquín Tuma Zedan             | Concertación y Juntos Podemos por más Democracia | PPD     | 16 327 | 24,36 | Diputado  |
| José René Inostroza Valenzuela | Concertación y Juntos Podemos por más Democracia | ILA     | 12 077 | 18,02 |           |
| José Manuel Edwards Silva      | Coalición por el Cambio                          | RN      | 11 275 | 16,82 | Diputado  |
| Cristóbal Leturia Infante      | Coalición por el Cambio                          | UDI     | 14 484 | 12,06 |           |
| Eduardo Díaz Herrera           | Chile Limpio. Vote Feliz                         | PRI     | 6354   | 9,42  |           |
| Domingo Ñancupil Baeza         | Nueva Mayoría para Chile                         | ILC     | 4214   | 6,29  |           |
| Adolfo Millabur Ñancuil        | Nueva Mayoría para Chile                         | ILC     | 3891   | 5,81  |           |
| Andrés Matta Cuminao           | Chile Limpio. Vote Feliz                         | PRI     | 2114   | 3,15  |           |

### Elecciones parlamentarias de 2017
- Elecciones parlamentarias de 2017, candidato a senador por la Circunscripción 11, Región de la Araucanía (Angol, Carahue, Cholchol, Collipulli, Cunco, Curacautín, Curarrehue, Ercilla, Freire, Galvarino, Gorbea, Lautaro, Loncoche, Lonquimay, Los Sauces, Lumaco, Melipeuco, Nueva Imperial, Padre Las Casas, Perquenco, Pitrufquén, Pucón, Purén, Renaico, Saavedra, Temuco, Teodoro Schmidt, Toltén, Traiguén, Victoria, Vilcún)[17]

| Candidato                        | Pacto                    | Partido  | Votos  | %     | Resultados |
| -------------------------------- | ------------------------ | -------- | ------ | ----- | ---------- |
| Felipe Kast Sommerhoff           | Chile Vamos              | Evópoli  | 63 594 | 18,8% | Senador    |
| Francisco Huenchumilla Jaramillo | Convergencia Democrática | PDC      | 38 131 | 11,3% | Senador    |
| Fuad Chahín Valenzuela           | Convergencia Democrática | PDC      | 37 903 | 11,2% |            |
| Jaime Quintana Leal              | La Fuerza de la Mayoría  | PPD      | 34 260 | 10,1% | Senador    |
| José García Ruminot              | Chile Vamos              | RN       | 33 468 | 9,9%  | Senador    |
| Germán Becker Alvear             | Chile Vamos              | RN       | 25 592 | 7,6%  |            |
| Rojo Edwards Silva               | Independiente            | IND      | 22 045 | 6,5%  |            |
| Eduardo Díaz Herrera             | Sumemos                  | Amplitud | 13 364 | 4.0%  |            |
| Aucán Huilcamán Paillama         | Frente Amplio            | IND-PH   | 11 789 | 3,5%  |            |
| Gustavo Hasbún Selume            | Chile Vamos              | UDI      | 11 746 | 3,5%  |            |
| Diego Ancalao Gavilán            | Frente Amplio            | IND-PH   | 6119   | 1,8%  |            |
| Alberto Pizarro Chañilao         | La Fuerza de la Mayoría  | PPD      | 5970   | 1,8%  |            |
| Carmen Gloria Aravena Acuña      | Chile Vamos              | Evópoli  | 4198   | 1,2%  | Senadora   |